# Torneios WTA 1000
WTA 1000 é a categoria mais alta do circuito profissional de tênis feminino, da Associação de Tênis Feminino, implantada em 2021. Substitui os níveis WTA Premier 5 e WTA Premier Mandatory.
Seus torneios incluem uma premiação total de, salvo exceções, US$ 1.000.000.
Por não ter havido uma unificação completa das categorias antigas, as campeãs recebem 900 ou 1.000 pontos. Depende da competição.
Comparativamente, a vencedora de um torneio do Grand Slam ganha 2.000 pontos, 1.500 no WTA Finals, 280 no WTA 250. Este sistema difere ligeiramente do implementado pela Associação de Tenistas Profissionais. Na categoria mais próxima, a ATP Masters 1000, os campeões são contemplados com 1.000 pontos.

## Eventos

### 2025
| Semana  | Cidade       | País                   | Nome comercial                       | Piso   | Campeã           | Campeãs                            |
| ------- | ------------ | ---------------------- | ------------------------------------ | ------ | ---------------- | ---------------------------------- |
| 7       | Doha         | Catar                  | Qatar TotalEnergies Open             | duro   | Amanda Anisimova | Sara Errani Jasmine Paolini        |
| 8       | Dubai        | Emirados Árabes Unidos | Dubai Duty Free Tennis Championships | duro   | Mirra Andreeva   | Kateřina Siniaková Taylor Townsend |
| 10 / 11 | Indian Wells | Estados Unidos         | BNP Paribas Open                     | duro   | Mirra Andreeva   | Asia Muhammad Demi Schuurs         |
| 12 / 13 | Miami        | Estados Unidos         | Miami Open                           | duro   |                  |                                    |
| 17 / 18 | Madri        | Espanha                | Mutua Madrid Open                    | saibro |                  |                                    |
| 19 / 20 | Roma         | Itália                 | Internazionali BNL d'Italia          | saibro |                  |                                    |
| 31/ 32  | Montreal     | Canadá                 | Omnium National Bank                 | duro   |                  |                                    |
| 32 / 33 | Cincinnati   | Estados Unidos         | Cincinnati Open                      | duro   |                  |                                    |
| 39 / 40 | Pequim       | China                  | China Open                           | duro   |                  |                                    |
| 41      | Wuhan        | China                  | Dongfeng Voyah · Wuhan Open          | duro   |                  |                                    |

### 2024
| Semana  | Cidade       | País                   | Nome comercial                       | Piso   | Campeã           | Campeãs                            |
| ------- | ------------ | ---------------------- | ------------------------------------ | ------ | ---------------- | ---------------------------------- |
| 7       | Doha         | Catar                  | Qatar TotalEnergies Open             | duro   | Iga Świątek      | Demi Schuurs Luisa Stefani         |
| 8       | Dubai        | Emirados Árabes Unidos | Dubai Duty Free Tennis Championships | duro   | Jasmine Paolini  | Storm Hunter Kateřina Siniaková    |
| 10 / 11 | Indian Wells | Estados Unidos         | BNP Paribas Open                     | duro   | Iga Świątek      | Hsieh Su-wei Elise Mertens         |
| 12 / 13 | Miami        | Estados Unidos         | Miami Open                           | duro   | Danielle Collins | Sofia Kenin Bethanie Mattek-Sands  |
| 17 / 18 | Madri        | Espanha                | Mutua Madrid Open                    | saibro | Iga Świątek      | Cristina Bucșa Sara Sorribes Tormo |
| 19 / 20 | Roma         | Itália                 | Internazionali BNL d'Italia          | saibro | Iga Świątek      | Sara Errani Jasmine Paolini        |
| 32      | Toronto      | Canadá                 | National Bank Open                   | duro   | Jessica Pegula   | Caroline Dolehide Desirae Krawczyk |
| 33      | Cincinnati   | Estados Unidos         | Cincinnati Open                      | duro   | Aryna Sabalenka  | Asia Muhammad Erin Routliffe       |
| 39 / 40 | Pequim       | China                  | China Open                           | duro   | Coco Gauff       | Sara Errani Jasmine Paolini        |
| 41      | Wuhan        | China                  | Dongfeng Voyah · Wuhan Open          | duro   | Aryna Sabalenka  | Anna Danilina Irina Khromacheva    |

### 2023
| Semana  | Cidade       | País                   | Nome comercial                       | Piso   | Campeã             | Campeãs                                 |
| ------- | ------------ | ---------------------- | ------------------------------------ | ------ | ------------------ | --------------------------------------- |
| 8       | Dubai        | Emirados Árabes Unidos | Dubai Duty Free Tennis Championships | duro   | Barbora Krejčíková | Veronika Kudermetova Liudmila Samsonova |
| 10 / 11 | Indian Wells | Estados Unidos         | BNP Paribas Open                     | duro   | Elena Rybakina     | Barbora Krejčíková Kateřina Siniaková   |
| 12 / 13 | Miami        | Estados Unidos         | Miami Open                           | duro   | Petra Kvitová      | Coco Gauff Jessica Pegula               |
| 17 / 18 | Madri        | Espanha                | Mutua Madrid Open                    | saibro | Aryna Sabalenka    | Victoria Azarenka Beatriz Haddad Maia   |
| 19 / 20 | Roma         | Itália                 | Internazionali BNL d'Italia          | saibro | Elena Rybakina     | Storm Hunter Elise Mertens              |
| 32      | Montreal     | Canadá                 | Omnium National Bank                 | duro   | Jessica Pegula     | Shuko Aoyama Ena Shibahara              |
| 33      | Cincinnati   | Estados Unidos         | Western & Southern Open              | duro   | Coco Gauff         | Alycia Parks Taylor Townsend            |
| 38      | Guadalajara  | México                 | GDL Open Akron                       | duro   | Maria Sakkari      | Storm Hunter Elise Mertens              |
| 40      | Pequim       | China                  | China Open                           | duro   | Iga Świątek        | Marie Bouzková Sara Sorribes Tormo      |

### 2022
| Semana  | Cidade       | País           | Nome comercial              | Piso   | Campeã          | Campeãs                                       |
| ------- | ------------ | -------------- | --------------------------- | ------ | --------------- | --------------------------------------------- |
| 8       | Doha         | Catar          | Qatar TotalEnergies Open    | duro   | Iga Świątek     | Cori Gauff Jessica Pegula                     |
| 10 / 11 | Indian Wells | Estados Unidos | BNP Paribas Open            | duro   | Iga Świątek     | Xu Yifan Yang Zhaoxuan                        |
| 12 / 13 | Miami        | Estados Unidos | Miami Open                  | duro   | Iga Świątek     | Laura Siegemund Vera Zvonareva                |
| 17 / 18 | Madri        | Espanha        | Mutua Madrid Open           | saibro | Ons Jabeur      | Gabriela Dabrowski Giuliana Olmos             |
| 19      | Roma         | Itália         | Internazionali BNL d'Italia | saibro | Iga Świątek     | Veronika Kudermetova Anastasia Pavlyuchenkova |
| 32      | Toronto      | Canadá         | National Bank Open          | duro   | Simona Halep    | Coco Gauff Jessica Pegula                     |
| 33      | Cincinnati   | Estados Unidos | Western & Southern Open     | duro   | Caroline Garcia | Lyudmyla Kichenok Jeļena Ostapenko            |
| 42      | Guadalajara  | México         | GDL Open Akron              | duro   | Jessica Pegula  | Storm Sanders Luisa Stefani                   |

### 2021
| Semana  | Cidade       | País                   | Nome comercial                       | Piso   | Campeã           | Campeãs                               |
| ------- | ------------ | ---------------------- | ------------------------------------ | ------ | ---------------- | ------------------------------------- |
| 10      | Dubai        | Emirados Árabes Unidos | Dubai Duty Free Tennis Championships | duro   | Garbiñe Muguruza | Alexa Guarachi Darija Jurak           |
| 12 / 13 | Miami        | Estados Unidos         | Miami Open                           | duro   | Ashleigh Barty   | Shuko Aoyama Ena Shibahara            |
| 17 / 18 | Madri        | Espanha                | Mutua Madrid Open                    | saibro | Aryna Sabalenka  | Barbora Krejčíková Kateřina Siniaková |
| 19      | Roma         | Itália                 | Internazionali BNL d'Italia          | saibro | Iga Świątek      | Sharon Fichman Giuliana Olmos         |
| 32      | Montreal     | Canadá                 | Omnium Banque Nationale Bank Open    | duro   | Camila Giorgi    | Gabriela Dabrowski Luisa Stefani      |
| 33      | Cincinnati   | Estados Unidos         | Western & Southern Open              | duro   | Ashleigh Barty   | Samantha Stosur Zhang Shuai           |
| 40 / 41 | Indian Wells | Estados Unidos         | BNP Paribas Open                     | duro   | Paula Badosa     | Hsieh Su-wei Elise Mertens            |